# Dmitrij Ivanovics Ljulin
Dmitrij Ivanovics Ljulin (oroszul: Дмитрий Иванович Люлин) (?, 1934. december 2. –) szovjet színekben világbajnok orosz párbajtőrvívó.